# Astroblepus grixalvii
Astroblepus grixalvii is een straalvinnige vissensoort uit de familie van de klimmeervallen (Astroblepidae). De wetenschappelijke naam van de soort is voor het eerst geldig gepubliceerd in 1805 door Humboldt.